# Scientific Survey of Porto Rico and the Virgin Islands
Scientific Survey of Porto Rico and the Virgin Islands (abreviado Sci. Surv. Porto Rico & Virgin Islands) fue una revista escrita por New York Academy of Sciences en 1913 y esta continuó publicándose hasta 1970. Las publicaciones fueron posibles gracias al Departamento de Agricultura de Puerto Rico y a la Universidad de Puerto Rico y cubría temas relacionados con la botánica, la zoología,  la geología y la arqueología. 